# Katsuyuki Kawachi
Katsuyuki Kawachi (河内 勝幸, Kawachi Katsuyuki, né le 27 avril 1955 à Préfecture de Hiroshima au Japon) est un footballeur japonais.